# Шетракова, Светлана Николаевна
Светлана Николаевна Ше́тракова (род. 27 января 1951, Москва) — основатель и директор (до 3 июля 2023 г.) Московского музея С. А. Есенина, Заслуженный работник культуры Российской Федерации (2005), кандидат филологических наук.

## Биография
Работает в отрасли музейного дела более 40 лет. Её музейная деятельность началась в Государственном музее-заповеднике С. А. Есенина в селе Константиново Рязанской области, затем продолжилась в Государственном литературном музее. Серьезно занимаясь изучением творческого наследия С. А. Есенина, Светлана Николаевна в 1987 году в Московском государственном университете им. М. В. Ломоносова защитила диссертацию на тему «С. А. Есенин. Художественный образ и действительность».

Благодаря профессионализму и энтузиазму С. Н. Шетраковой в 1995 году при её непосредственном участии и организации 
в мемориальном доме по Б. Строченовскому переулку на общественных началах была сделана первая музейная экспозиция в Москве.
В канун 100-летия со дня рождения С. А. Есенина при огромном стечении народа был подарен городу первый музей поэта в столице, который впоследствии получил статус государственного.
Член Международного совета музеев с 1997 года и член Президиума ИКОМ с 2008 года.
По инициативе Шетраковой С. Н. совместно с Консульством РФ в Индии с 2008 года была учреждена ежегодная Премия им. Есенина, которая вручается индийским гражданам за вклад в популяризацию русской литературы.

## Достижения
За время, прошедшее с момента возникновения камерный музей превратился в один из заметных центров культурной жизни Столицы, и, несмотря на минимальную экспозиционную площадь, в настоящее время ежегодно принимает до 50 тыс. посетителей.
Музей ведёт разнообразную творческую деятельность, используя как традиционные, так и нетрадиционные формы музейной работы.
Ежедневно проводятся обзорные, тематические и пешеходные экскурсии, рассчитанные на разные категории посетителей, в том числе экскурсии на иностранных языках, яркие и нестандартные встречи, вечера и концертные программы, интерактивные занятия и мн. др.
Помимо экскурсионной деятельности, в музее читается цикл лекций для разных категорий посетителей, также проводится цикл программ «Есенинские среды», в которых часто принимают участие мастера художественного слова, литературоведы, поэты, вокалисты, актёры, музыканты, художники и другие представители творческих профессий.
В связи с отсутствием в музее концертного зала часто приходится устраивать вечера на улице, непосредственно в есенинском дворике. Такие концерты собирают огромное количество поклонников творчества С. А. Есенина, которые часто слушают выступления артистов стоя, при любой погоде.
Внемузейная деятельность и организация международных российских проектов включает в себя экспонирование нестандартных и раритетных передвижных выставок не только во многих регионах в России, но и в ближнем и дальнем зарубежье. География экспонирования выставок музея с каждым годом увеличивается. Инновационные с точки зрения научного и художественного решения выставки музея, организованные С. Н. Шетраковой, принимаются на многих континентах мира, вызывая большой интерес у многочисленных поклонников творчества С. А. Есенина и любителей русской культуры.
Среди них особый интерес вызывают такие выставки музея, как «Духовные истоки русской поэзии»; «С. Есенин и А. Дункан: Эпоха. Судьба. Творчество»; «Россия! Сердцу милый край!..»; «Образ Прекрасной Дамы в поэзии модерна» и др.
Особый акцент делается на совместных проектах с различными государственными и общественными организациями в России и за рубежом. Благодаря подвижнической деятельности С. Н. Шетраковой за последние годы музей реализовал не один крупный проект с Россотрудничеством, Фондом «Русский мир», а также со многими крупными общественными организациями не только в России, но и за рубежом. Так, в 2011 г. Московский музей С. А. Есенина совместно с Объединенной Российско-Американской организацией в рамках Международной акции «Первый в космосе» учредил Фестиваль «Капитан Земли» с демонстрацией передвижной выставки «О Русь, взмахни крылами!..» во многих зарубежных странах Америки, Европы, Азии, а также в различных регионах России.
Кроме этого, сборник стихов Есенина побывал в Космосе!. Также прошла презентация песни «Кидаем якорь в небеса», написанной рязанской группой Feelin’s и ставшей настоящий гимном Фестиваля «Капитан Земли».

## Награды и звания
- Медаль ордена «За заслуги перед Отечеством» II степени (17 ноября 2016) — за большой вклад в развитие отечественной культуры и искусства, многолетнюю творческую деятельность[13];
- Медаль «В память 850-летия Москвы» (1997);
- Заслуженный работник культуры Российской Федерации (29 июня 2005) — за заслуги в области культуры  и многолетнюю плодотворную работу[14];
- победитель XII Московского конкурса «Женщина директор года» (2010);
- золотая Есенинская медаль (2007)[15];
- золотой знак «Почетный меценат и благотворитель» (2005);
- нагрудный знак Министерства культуры РФ «За достижения в культуре» (2001)